# Walter V. z Brienne
Walter V. z Brienne (francouzsky Gautier V de Brienne, 1278? Brienne-le-Château – 15. března 1311) byl hrabě z Brienne, Lecce a Conversana a vévoda athénský.

## Život
Narodil se jako syn Huga z Brienne, a Isabely de la Roche, dcery Guye I. de la Roche, Athénského vévody. Mládí strávil jako rukojmí na Sicílii, na zámku Augosta. Po smrti svého otce Huga v roce 1296 zdědil hrabství Brienne, Conversano a Lecce. Stejně jako jeho otec, i Walter bojoval ve službách Neapole, ale byl zajat v útoku ze zálohy u Gagliana v roce 1300. Osvobozen byl v roce 1302 podepsáním smlouvy z Caltabellota. Roku 1306 se oženil s Johanou, dcerou Waltra V. ze Châtillonu.
Smrtí matčina bratrance, Guye II. de la Roche v roce 1308, připadlo Athénské vévodství Walterovi. Tam se ocitl pod tlakem Epirského despoty, císaře Andronika II. a pána z Vlachie (Thesálie), Jana II. Doukase. V roce 1310 si najal Katalánské žoldnéře, pak pustošil Byzantskou říši a bojoval proti byzantským Řekům zasahujícím na jeho území.
Poté, co žoldnéři úspěšně snížili jeho nepřátele, se Walter pokusil žoldnéře vyhnat z Athén, aniž by jim zaplatil. Ti však odmítli, a tak Walter vypochodoval se silnou pomocí francouzských rytířů z Atén, Achaje, Neapole a Řecka z Atén. Walterova armáda se s katalánci setkala 15. března 1311 u Halmyros. Katalánci zvítězili, zabili Waltera i téměř celou jeho kavalérii a zabavili Athénské vévodství s výjimkou panství Argu a Nauplia. Za svého vůdce a nového Athénského vévodu jmenovali Rogera Deslaura. Bezhlavé tělo bylo zřejmě pochováno v klášteře u Daphne a hlavu si ponechali jako vítěznou trofej. Rodině se posléze podařilo hlavu získat a pohřbít v katedrále v Lecce. Pomník na počest zesnulého nechala postavit jeho vnučka Marie z Enghienu a byl zničen roku 1544.